# Chikkapalanahalli, Koratagere
Chikkapalanahalli là một làng thuộc tehsil Koratagere, huyện Tumkur, bang Karnataka, Ấn Độ.